# Tourdun
Tourdun är en kommun i departementet Gers i regionen Occitanien i sydvästra Frankrike. Kommunen ligger i kantonen Marciac som tillhör arrondissementet Mirande. År 2022 hade Tourdun 126 invånare.

## Befolkningsutveckling
Antalet invånare i kommunen Tourdun
Referens:INSEE